# Avusjärvi
Avusjärvi är en sjö i kommunen Tavastehus i landskapet Egentliga Tavastland i Finland. Sjön ligger 86,8 meter över havet. Arean är 1,42 kvadratkilometer och strandlinjen är 11,17 kilometer lång. Sjön  ingår i Kumo älvs huvudavrinningsområde.   Den ligger omkring 34 km nordöst om Tavastehus och omkring 120 km norr om Helsingfors. 
I sjön finns ön Kalasaari. Avusjärvi ligger väster om Kuohijärvi.